# Бун, Томас (губернатор)
Томас Бун (англ. Thomas Boone; 1730 — 25 сентября 1812) — британский администратор, колониальный губернатор Нью-Джерси (1760—1761) и Провинции Южная Каролина (1760—1764). Бун родился в Англии, учился в Итоне и Кэмбридже, но имел хорошие связи в Южной Каролине. Он несколько раз посещал колонию, а в 1758 году окончательно переехал туда из Англии. Через родственников в парламенте он получил назначение на пост губернатора провинции Нью-Джерси, а в 1760 году стал губернатором Южной Каролины. Он почти сразу оказался в конфликте с Ассамблеей колонии и распустил её, из-за чего управление колонией пришло в полное расстройство. Но так как шла война с Францией, британским властям требовалось содействие колоний, и они отозвали Буна. Впоследствии, в годы американской революции, его обширные земельные владения были конфискованы властями штата. Историк Эдвард МакГреди писал, что действия Буна привели к первому серьёзному конфликту южнокаролинцев с королевской администрацией, который перерос впоследствии в американскую революцию в колонии.